# Cryptotis medellinia
Cryptotis medellinia är en däggdjursart som beskrevs av Thomas 1921. Cryptotis medellinia ingår i släktet pygménäbbmöss, och familjen näbbmöss. IUCN kategoriserar arten globalt som livskraftig. Inga underarter finns listade i Catalogue of Life.
Arten förekommer i bergstrakter i Colombia. Den lever i regioner som ligger 2500 till 2800 meter över havet. Cryptotis medellinia vistas i bergsskogar och besöker jordbruksmark. En känd fiende är krabbätarräven.